# Goniothalamus hookeri
Goniothalamus hookeri Thwaites – gatunek rośliny z rodziny flaszowcowatych (Annonaceae Juss.). Występuje endemicznie w południowej części Sri Lanki. 

## Morfologia
PokrójZimozielone drzewo dorastające do 13 m wysokości.
LiścieMają kształt od eliptycznego do odwrotnie owalnego. Mierzą 12–30 cm długości oraz 4–12 cm szerokości. Nasada liścia jest od ostrokątnej do rozwartej. Blaszka liściowa jest o długo spiczastym wierzchołku. Ogonek liściowy jest nagi i dorasta do 5–20 mm długości.
KwiatySą pojedyncze lub zebrane w pęczki, rozwijają się na pniach i gałęziach (kaulifloria). Działki kielicha mają owalnie sercowaty kształt i dorastają do 12–18 mm długości. Płatki mają zielonkawą barwę i osiągają do 15–45 mm długości.
OwoceZebrane po 12–15 w owoc zbiorowy. Są osadzone na szypułkach i mają pomarańczową barwę.

## Biologia i ekologia
Rośnie w wilgotnych wiecznie zielonych lasach. Występuje na wysokości do 500 m n.p.m.